# پاتریشا تالمن
پاتریشیا تالمن (انگلیسی: Patricia Tallman؛ زادهٔ ۴ سپتامبر ۱۹۵۷) هنرپیشه اهل ایالات متحده آمریکا است.

## بخشی از فیلمشناسی
از فیلم‌ها یا برنامه‌های تلویزیونی که وی در آن نقش داشته‌است می‌توان به آثار زیر اشاره کرد.
- میمون می‌درخشد (۱۹۸۸)
- بار کنار جاده (فیلم ۱۹۸۹) (۱۹۸۹)
- شب مردگان زنده (فیلم ۱۹۹۰) (۱۹۹۰)
- فلش (مجموعه تلویزیونی ۱۹۹۰) (۱۹۹۰)
- ارتش تاریکی (۱۹۹۲)
- پیشتازان فضا: نسل بعدی (۱۹۹۳)
- کلیفورد (فیلم) (۱۹۹۴)
- کسل (مجموعه تلویزیونی) (۲۰۱۰)
- ذهن‌های جنایتکار (۲۰۱۴)